# Dashiell Hammett
Samuel Dashiell Hammett (27 de mayo de 1894 - 10 de enero de 1961) fue un escritor estadounidense de novela negra, cuentos cortos y guiones cinematográficos, además de activista político. Entre los personajes más recordados que creó se encuentran Sam Spade (El halcón maltés), la pareja de detectives Nick y Nora Charles (El hombre delgado) y el agente de la Continental (Cosecha roja). También escribió bajo los seudónimos de Peter Collinson, Daghull Hammett, Samuel Dashiell y Mary Jane Hammett.

## Biografía
Hammett nació en una granja del Condado St. Mary en el sur del estado de Maryland Sus padres fueron Richard Thomas Hammett y Annie Bond Dashiell (el apellido Dashiell procede de una americanización del francés De Chiel). Creció en Filadelfia y Baltimore y dejó la escuela a la edad de 13 años para ejercer varias profesiones. antes de convertirse, entre 1915 y 1922, en agente operativo de la Agencia Pinkerton en Baltimore. 
En 1918 se alistó para la Primera Guerra Mundial en el American Field Service, un cuerpo de voluntarios que prestaba servicios en Francia y proporcionaba ambulancias y transportes a los aliados. Allí padeció y superó la gripe de 1918, pero la tuberculosis que contrajo un año después provocó, tras su internamiento en un hospital en Tacoma (EE. UU.), que fuera licenciado. Fue en este hospital donde conoció y empezó a tratar a una enfermera, Josephine Dolan, con la que finalmente se casó. Hammett sufrió desde entonces una crónica mala salud a causa de los esporádicos rebrotes de tuberculosis que complicaba su alcoholismo.
En efecto, el trauma de la guerra provocó sus primeros excesos con la botella. Para mantener a su familia, compuesta de una esposa de veinticinco años y de un bebé, al que pronto se añadió otro más, probó como creativo publicitario y finalmente con la literatura, para la que aprovechó su experiencia en la agencia de detectives Pinkerton. Su estilo también adquirió su característica claridad y concisión escribiendo informes legibles para los clientes. Y este trabajo le suministró inspiración para sus primeros relatos, que se publicaron principalmente en la revista Black Mask ("Máscara Negra") con Joseph Shaw como su editor.
Aunque se resienten al principio del exceso de violencia del modelo hard boiled de la literatura pulp, la calidad y realismo de sus cuentos destacaron desde el principio y poco a poco fue refinando su estilo hasta dejar los 65 que han llegado hasta nosotros. El primero publicado en Black Mask fue "The Road Home" ("El Camino a Casa") bajo el pseudónimo de Peter Collinson (diciembre de 1922). El personaje del Agente de la Continental apareció por primera vez en el número de octubre de 1923 en el cuento titulado Arson Plus. El Agente de la Continental llegaría a aparecer en 28 cuentos y dos novelas. 
El detective Sam Spade apareció algo después, pero en todas estas narraciones surgen situaciones y personajes que luego pasarían a ser tópicos del género repetidos por todos los escritores que lo frecuentaron. Por ejemplo: la femme fatale o mujer fatal es la Elvira de "La chica de los ojos de plata"; la pelirroja de "La Casa de la calle Turk"; la ladrona rusa de "El saqueo de Couffignal" o la rubia de "El ángel ladrón"; el personaje quedaría por fin conformado en la Brigid O'Shaughnessy de una novela larga, El halcón maltés (1930). En 1934, también escribió el guion de una historieta (Agente Secreto X–9) para King Features, ilustrada por Alex Raymond. 
Hammett consiguió el prestigio literario gracias a sus novelas publicadas entre 1929 y 1931, en plena crisis económica; las dos primeras, Cosecha roja (Red Harvest, 1929) y La maldición de los Dain (The Dain curse, 1929) le llevaron rápidamente a la fama, aunque su novela más famosa (aunque no unánimemente considerada la mejor) fue El halcón maltés (The Maltese Falcon, 1930). 
Muchos de sus libros fueron adaptados al cine; destaca El halcón maltés (película de 1941 dirigida por John Huston), cuyo diálogo fue a veces transcrito del libro palabra por palabra. También fue contratado como guionista en Hollywood. 
Debido a su tuberculosis los servicios de salud informaron a Hammett de que era conveniente que su mujer y los niños no vivieran con él a tiempo completo. Así pues, Dolan alquiló una casa en San Francisco, donde Hammett visitaba a su familia los fines de semana; este régimen de vida y el alcoholismo del escritor abocaron a que su matrimonio se viniera pronto abajo, aunque él siguió apoyando económicamente a su esposa e hijas con los ingresos que hizo de su escritura. De 1929 a 1930 Hammett mantuvo una relación amorosa con la escritora Nell Martin, a la que dedicó su novela La llave de cristal, y en 1931 Hammett se embarcó en otra que duraría treinta y tres años con diversas separaciones y reencuentros con la dramaturga Lillian Hellman. Aunque continuó trabajando esporádicamente en el material, escribió su última novela en 1934, más de 25 años antes de su muerte. The Thin Man está dedicado a Hellman. No se sabe con certeza por qué se alejó de la ficción; Hellman especuló en una colección póstuma de novelas de Hammett: "Creo, pero sólo creo, que conozco algunas de las razones: quería hacer un nuevo tipo de trabajo; estuvo enfermo durante muchos de esos años y cada vez se enfermaba más". En la década de 1940, Hellman y él vivían en su casa, Hardscrabble Farm, en Pleasantville, Nueva York. Hammet escribió su última novela en 1934 y desde ese año ya no volvió a publicar, sino que se consagró casi todo el resto de su vida al activismo en la izquierda política. Fue un activo antifascista en la década de 1930 y, en 1937, se afilió al Partido Comunista de los Estados Unidos de América.
Declarada la Segunda Guerra Mundial y a pesar de que era un veterano físicamente disminuido y víctima de la tuberculosis, luchó por ser admitido en las fuerzas armadas hasta lograr su ingreso en 1942; pasó la mayor parte de la guerra como sargento en las Islas Aleutianas editando un periódico del ejército.
Tras la guerra Hammett se asoció con el New York Civil Rights Congress (Congreso de Derechos Civiles de Nueva York), una organización izquierdista que algunos llamaban comunista. Cuando cuatro comunistas relacionados con la organización fueron detenidos y encarcelados, Hammett recaudó dinero para lograr pagar su fianza. Cuando estos huyeron, fue interrogado sobre su paradero y en 1951 pasó seis meses en la cárcel por haber rehusado proporcionar información al tribunal del Comité de Actividades Antiamericanas del famoso senador republicano Joseph McCarthy, luego desacreditado y acusado de corrupción.
Durante la década de 1950 el Congreso Estadounidense lo investigó y, aunque declaró sobre sus propias actividades, fue incluido en listas negras y rehusó proporcionar información sobre las identidades de otros miembros del partido comunista.
Hammett cumplió condena en una penitenciaría federal de Virginia Occidental, donde, según Lillian Hellman, fue asignado a limpiar baños
En 1952, la popularidad de Hammett había disminuido como resultado de las audiencias. Se encontró empobrecido debido a una combinación de la cancelación de los programas de radio Las aventuras de Sam Spade y Las aventuras del hombre delgado, y un embargo sobre sus ingresos por parte del Servicio de Impuestos Internos por impuestos atrasados adeudados desde 1943. Además, sus libros ya no se imprimían.

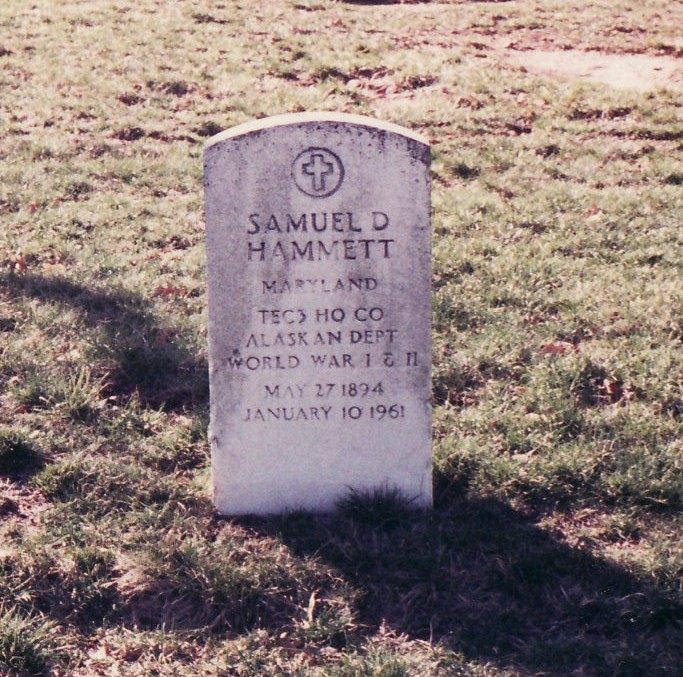
Tumba de Samuel Dashiell Hammett en el Cementerio Nacional de Arlington.

Hammett falleció en el Hospital Lennox Hill en Nueva York por un cáncer de pulmón que le había sido diagnosticado dos meses antes. Como veterano de las dos guerras mundiales, fue enterrado con honores en el Cementerio Nacional de Arlington, en Washington.
La Asociación Internacional de Escritores Policíacos otorga anualmente el Premio Internacional de Novela Dashiell Hammett durante la Semana Negra de Gijón a la mejor novela policíaca escrita en español.

## Obra
Las obras de Hammett fundaron un nuevo subgénero literario, la novela negra, sublimando el popular hard boiled. Su ejemplo trascendió e importantes escritores reconocieron su influjo, como Ernest Hemingway, Raymond Chandler o el francófono Georges Simenon. Aparte de crear la mayoría de las iconografías, personajes y esquemas argumentales del género, utiliza un estilo lacónico e impresionista que selecciona pocos pero significativos detalles para que el lector vaya construyendo su propia imagen de personajes y ambientes. Otra señal distintiva es su realismo: conoce profundamente la materia de la que escribe, y la corrupción que late en el interior de la sociedad norteamericana en un ambiente noqueado por el crack del 29 y la Gran Depresión en que publicó sus principales obras, lo que inspira el profundo pesimismo que invade en general a sus figuras, y, aunque hoy puedan parecer tópicas algunas de las situaciones que expone, en su tiempo eran novedad y es la repetición machacona de sus discípulos la que ha hecho posible tal confusión. Por otra parte, al contrario que otros novelistas policíacos, especialmente los de escuela inglesa, no le interesan las argucias del crimen, sino lo ético, lo humano y lo social que se ven comprometidos por este fenómeno.

## Obra literaria

### Novela
- Cosecha roja (Red Harvest, publicada el 1 de febrero de 1929)
- La maldición de los Dain (The Dain Curse, 19 de julio de 1929)
- El halcón maltés (The Maltese Falcon, 14 de febrero de 1930)
- La llave de cristal (The Glass Key, 24 de abril de 1931)
- El hombre delgado (The Thin Man, 8 de enero de 1934)

### Colección de relatos
- Dinero sangriento ($106,000 Blood Money, 1943), colección de historias cortas.
- El agente de la Continental (The Continental Op, 1945), colección de relatos cortos protagonizados por el detective de Cosecha Roja.
- El gran golpe (The Big Knockover, 1966), colección casi completa de todos sus relatos.
- Disparos en la noche. Cuentos completos, colección completa de todos sus relatos; los 65 que escribió, incluyendo 6 inéditos.

### Historieta
- Agente Secreto X–9 (Secret Agent X-9, del 22 de enero de 1934 al  20 de abril de 1935.), con el guion completo de la primera historia, The Top, y el argumento (con conflicto entre los distintos historiadores de su autoría) de las tres siguientes, El misterio de las pistolas silenciosas, El caso Martyn y El caso del coche en llamas.

## Premios y distinciones
Premios Óscar
| Año  | Categoría   | Película           | Resultado |
| ---- | ----------- | ------------------ | --------- |
| 1944 | Mejor guion | Watch on the Rhine | Nominado  |

## Archivos
Muchos de los artículos de Hammett se encuentran en el Centro Harry Ransom de la Universidad de Texas en Austin. Este archivo incluye manuscritos y correspondencia personal, junto con un pequeño grupo de notas diversas.
El Departamento de Libros Raros y Colecciones Especiales de Irvin de la Universidad de Carolina del Sur posee los documentos de la familia Dashiell Hammett.

## Legado
La relación de Hammett con Lillian Hellman fue retratada en la película Julia de 1977. Jason Robards ganó un Oscar por su interpretación de Hammett y Jane Fonda fue nominada por su interpretación de Lillian Hellman.
Hammett fue el tema de una biografía de PBS en horario de máxima audiencia en 1982, The Case of Dashiell Hammett, que ganó un premio Peabody y un premio especial Edgar Allan Poe de Mystery Writers of America.
Frederic Forrest interpretó a Hammett de forma semificticia como el protagonista de la película Hammett de 1982, basada en la novela del mismo nombre de Joe Gores.
Sam Shepard interpretó a Hammett en la película biográfica para televisión Dash and Lilly, nominada al Emmy de 1999, junto con Judy Davis como Hellman.
La influencia de Hammett en la cultura popular continuó mucho después de su muerte. Por ejemplo, en 1975, la película The Black Bird fue protagonizada por George Segal en el papel de Sam Spade, Jr.; la película fue una secuela y parodia del Halcón Maltés. La película cómica de 1976 Murder by Death parodió a varios detectives literarios famosos, incluidos varios de Hammett. Los personajes de la película incluían a Sam Diamond, Dick y Dora Charleston, que eran parodias de Sam Spade y Nick y Nora Charles de Hammett. En 2006, Rachel Cohn publicó la novela juvenil Nick & Norah's Infinite Playlist, cuyos personajes principales recibieron el nombre de los detectives de la serie Thin Man de Hammett. El libro se convirtió en una película del mismo nombre y se estrenó en 2008. Más tarde, Rachel Cohn y David Levithan escribieron varios libros cuyos personajes principales llevan el nombre de Hammett y su socio. En 2011, publicaron el romance de suspense juvenil, Dash & Lily's Book of Dares. A esto le siguieron las secuelas The Twelve Days of Dash and Lily en 2016 y Mind the Gap, Dash & Lily en 2020. La serie de libros se convirtió en una serie de televisión de Netflix.

## Adaptaciones cinematográficas
- Roadhouse Nights, 1930, adaptada de Cosecha roja (Red Harvest, 1929)
- El halcón / Mujer peligrosa, (The Maltese Falcon, 1931) adaptada de El halcón maltés, 1930)
- Las calles de la ciudad (City Streets, 1931)
- Woman in the Dark, 1934
- La cena de los acusados, (The Thin Man, 1934) adaptada de El hombre delgado (The Thin Man, 1930)
- La llave de cristal, (The Glass Key, 1935) adaptada de la novela homónima de 1931
- Satan Met a Lady, 1936, basada libremente en El halcón maltés, 1930
- Ella, él y Asta (After the Thin Man, 1936)
- Otra reunión de los acusados (Another Thin Man, 1939)
- El halcón maltés, (The Maltese Falcon, 1941)
- La llave de cristal, (The Glass Key, 1942)
- Sin motivo aparente, (No Good Deed, 2002), adaptada del relato corto The House in Turk Street, 1929